# Cyrtopholis bonhotei
Cyrtopholis bonhotei là một loài nhện trong họ Theraphosidae.
Loài này thuộc chi Cyrtopholis. Cyrtopholis bonhotei được Frederick Octavius Pickard-Cambridge miêu tả năm 1901.